# Alpinestars
Alpinestars est une entreprise italienne spécialisée dans l'équipement pour la compétition automobile, moto, surf et VTT.

## Histoire

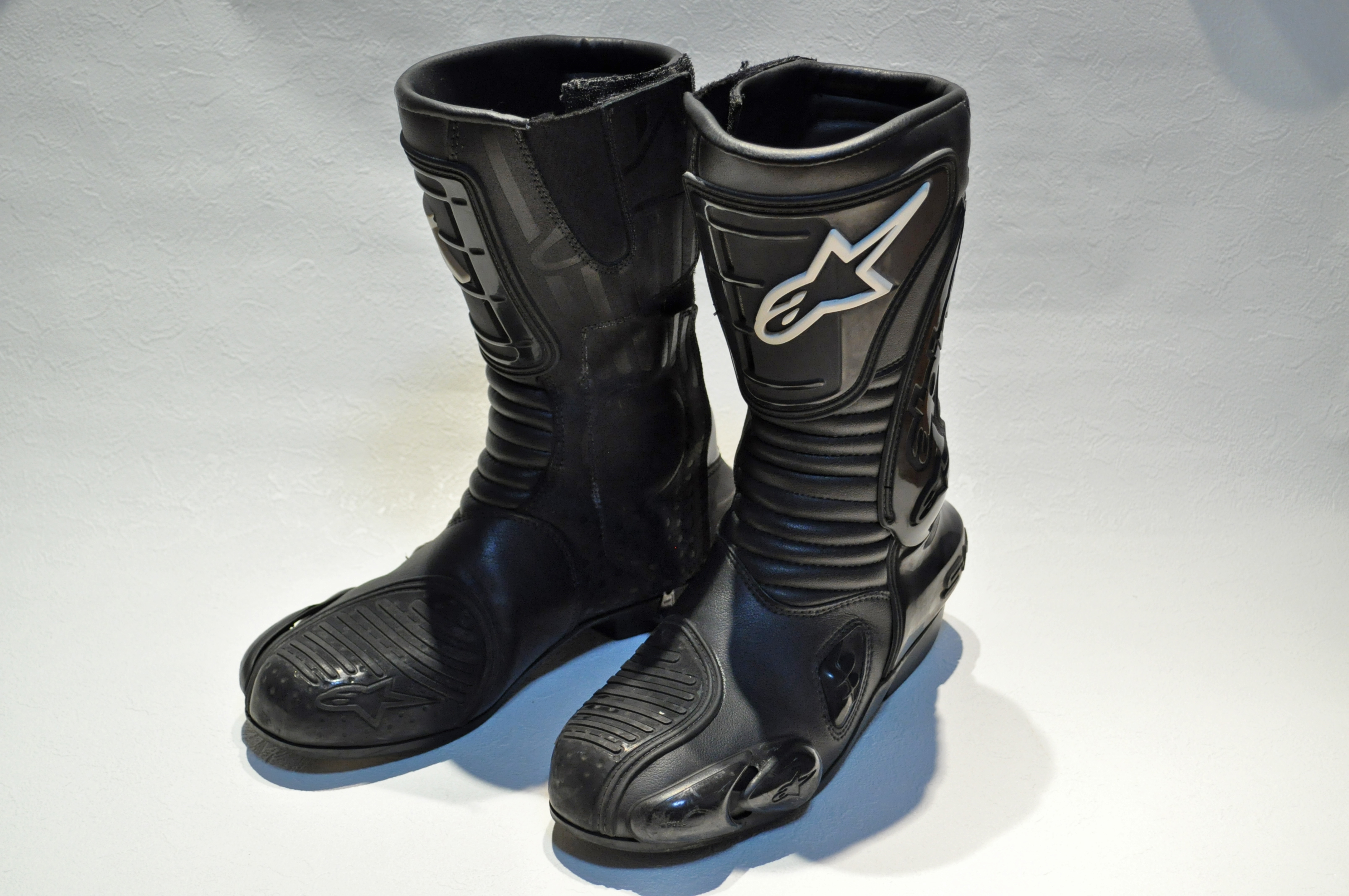
Des bottes de la marque Alpinestars.

Fondée en 1963 par Sante Mazzarolo, elle est installée à Asolo, en Vénétie.
À l'origine, elle fabriquait des chaussures de marche et de ski. Peu de temps après, la compagnie se mit à fabriquer des bottes de motocross puis elle commença à fabriquer des bottes de moto adaptées à la conduite sportive. L'un des premiers clients d'Alpinestars fut Roger DeCoster,. Alpinestars équipa aussi Kenny Roberts et Mick Doohan.
En 2014, la compagnie a 450 employés. Elle est dirigée par le fils de Sante, Gabriele Mazzarolo, et a des succursales à Los Angeles, Bangkok et Tokyo. Le siège social et le centre de recherche restent basés en Italie.

## Type d'équipement vendu

### Protection du pilote de moto
Dans les années 1990, la compagnie se mit à fabriquer toute la palette d'équipements protecteurs pour motard depuis les gants en passant par les blousons jusqu'aux combinaisons en cuir.
Les combinaisons en cuir d'Alpinestars sont maintenant portées par des champions de Grand Prix moto comme Casey Stoner et Jorge Lorenzo, et par les champions du monde de Superbike Ben Spies et Troy Corser. Alpinestars équipe aussi des champions de motocross comme Marvin Musquin, Tyla Rattray, David Philippaerts, Christophe Pourcel et Ryan Villopoto.

### Protection du pilote automobile
La compagnie fabrique aussi des combinaisons en Nomex pour les pilotes automobiles.
Alpinestars produit aussi des chaussures, gants et sous-vêtements utilisés en Formule 1 ou NASCAR. Elle a habillé des champions comme
Michael Schumacher, Jenson Button, Fernando Alonso et Jimmie Johnson. En outre, le personnage The Stig de Top Gear porte une combinaison blanche, des chaussures et des gants d'Alpinestars.

### Vêtements de ville
La compagnie s'est aussi lancée dans la fabrication de vêtements de ville basée sur les tenues de motards.

### Développement de l'airbag pour motard
En parallèle avec Dainese, Alpinestars développe une combinaison de pilote moto équipée d'un airbag (coussin gonflable de sécurité),.
Cette combinaison est appelée « Tech Air Race System ».
Ce système utilise un système électronique d'acquisition de données et un module de déploiement à charge duale. Ce système est utilisé de nos jours lors des Grands Prix moto et lors du championnat du monde de Superbike.
En fin de compte, cet airbag contribuera à améliorer la sécurité du motard sur route. En juin 2013, Marc Márquez chuta à 337 km/h et grâce à cette combinaison se releva sans blessures graves,.

### Équipements pour le vélo tout terrain
Alpinestars s'investit dans le vélo tout terrain au début des années 1990. La marque lance une gamme de VTT, notamment l'Alpinestars Méga, en version aluminium, titane ou cromoly (acier). La production de vélos est abandonnée au profit de sa véritable expertise : l'équipement. À partir de 2003, Alpinestars développe une gamme de jersey (en) et de shorts techniques pour son équipe de pilotes professionnels de descente. La gamme n'est disponible sur le marché qu'en 2009, et est présentée à l'Eurobike.

## Sponsoring

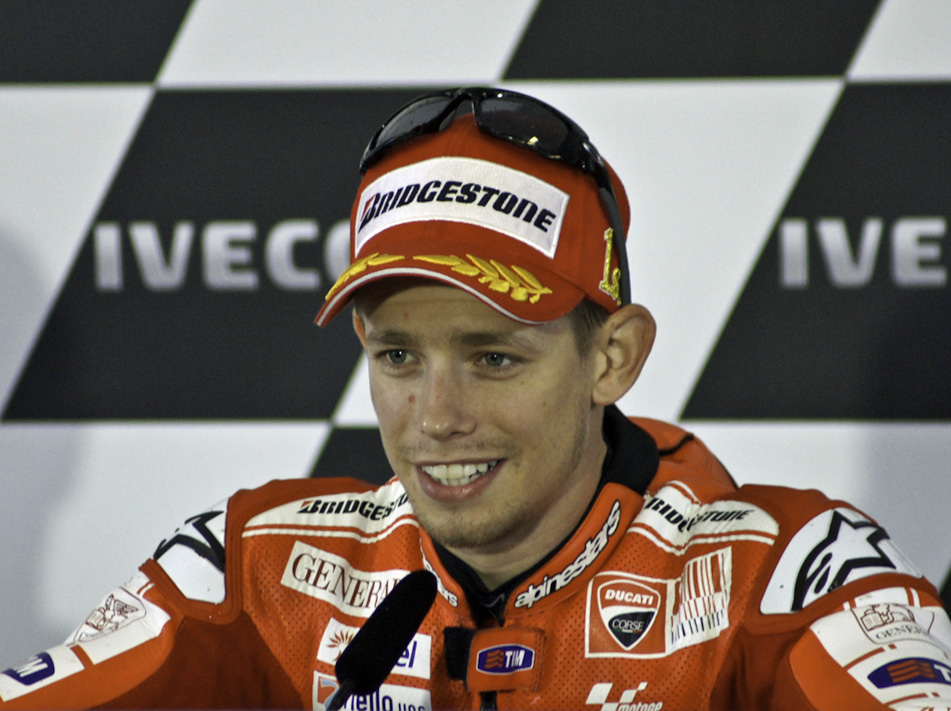
Casey Stoner avec une combinaison Alpinestars.

La marque sponsorise ou fournit du matériel à de nombreux sportifs dont Jorge Lorenzo, Maverick Viñales, Marc Márquez et Daniel Pedrosa en Moto GP, et Sebastian Vettel et Romain Grosjean en Formule 1.